# خماسي ميثيل حلقي البنتاديين
خماسي ميثيل حلقي البنتاديين مركب عضوي صيغته المجملة C10H16، وهو ديين حلقي، ويوجد في الشروط القياسية على هيئة سائل عديم اللون.

## التحضير
حضر هذا المركب لأول مرة انطلاقاً من مركب 2-ميثيل-2-بوتينال (ألدهيد التيغلين) مع بوتينيل الليثيوم، حيث يحدث تفاعل إضافة، مع وجود خطوة مهمة في آلية التفاعل والتي تتضمن واحدة من خطواتها تفاعل تحلق نازاروف.
بشكل بديل، يمكن إضافة بوتينيل الليثيوم إلى أسيتات الإيثيل، متبوعاً بإجراء تفاعل تحلق نازع للماء في وسط حمضي.

## الخواص
يوجد المركب في الشروط القياسية على هيئة سائل عديم اللون.